# 巴勒莫 (新澤西州)
巴勒莫（英語：Palermo）是位於美國新澤西州開普梅縣的普查規定居民點。

## 人口
根據2020年美國人口普查的數據，巴勒莫的面積為8.23平方千米，當中陸地面積為8.06平方千米，而水域面積為0.16平方千米。當地共有人口3183人，而人口密度為每平方千米386.76人。